# Nightwish

Logotyp zespołu

Nightwish – fińska grupa założona w 1996 roku. Styl grupy wyróżniał żeński wokal w postaci operowego głosu Tarji Turunen (pięć pierwszych albumów), a następnie Anette Olzon (albumy szósty i siódmy). Od 2013 wokalistką zespołu jest Holenderka Floor Jansen, która nagrywa albumy grupy począwszy od ósmego.
Muzyka grupy składa się z połączenia gitarowych riffów z orkiestracjami. Początkowo tworzonymi za pomocą instrumentów klawiszowych, od albumu Century Child (2002) przez orkiestrę symfoniczną. Od wielu lat integralnym elementem w stylu zespołu są także różnorodne chóry oraz okazjonalnie instrumentarium folkowe. Lider grupy, Tuomas Holopainen, określa gatunek zespołu jako metal symfoniczny. Jest on też autorem większości poetyckich tekstów i kompozycji.

## Muzycy
Obecny skład zespołu
- Tuomas Holopainen – instrumenty klawiszowe, wokal wspierający (od 1996)
- Erno Vuorinen – gitara elektryczna (od 1996)
- Kai Hahto – perkusja (od 2014)
- Floor Jansen – wokal prowadzący (od 2013)[5]
- Troy Donockley – flet, dudy (od 2013; 2007–2013 gościnnie)[6]

Muzycy sesyjni i koncertowi
- Kai Hahto – perkusja (od 2014)
- Jukka Koskinen – gitara basowa (od 2021)

Byli członkowie zespołu
- Jukka Nevalainen – perkusja (1997-2019)
- Anette Olzon – wokal prowadzący (2007–2012)
- Tarja Turunen – wokal prowadzący (1996–2005)
- Sami Vänskä – gitara basowa (1998–2001)
- Marko Hietala – gitara basowa, wokal prowadzący, wokal wspierający (2001-2021)

Byli muzycy koncertowi
- Marjaana Pellinen – wokal wspierający, instrumenty klawiszowe (1997–1998, 2000)
- Samppa Hirvonen – gitara basowa (1997–1998)
- Tapio Wilska – wokal prowadzący (1999–2003)
- Alissa White-Gluz – wokal prowadzący (2012)
- Elize Ryd – wokal prowadzący (2012)
- Floor Jansen – wokal prowadzący (2012–2013)

## Historia zespołu

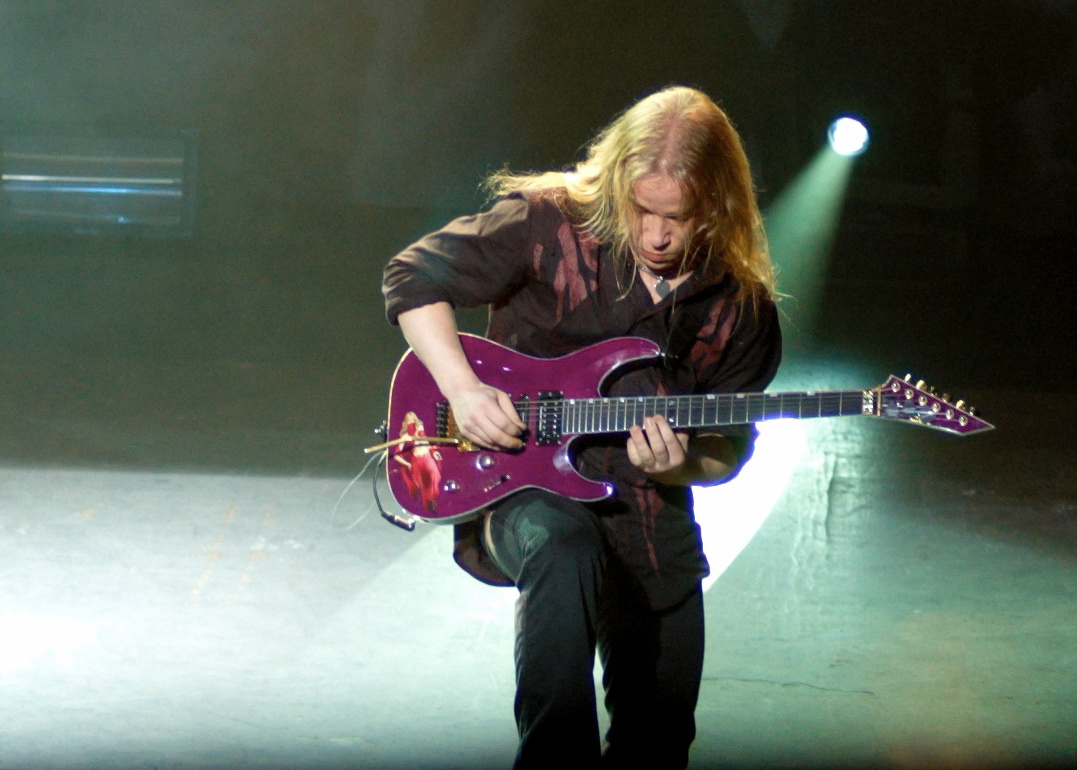
Erno „Emppu” Vuorinen

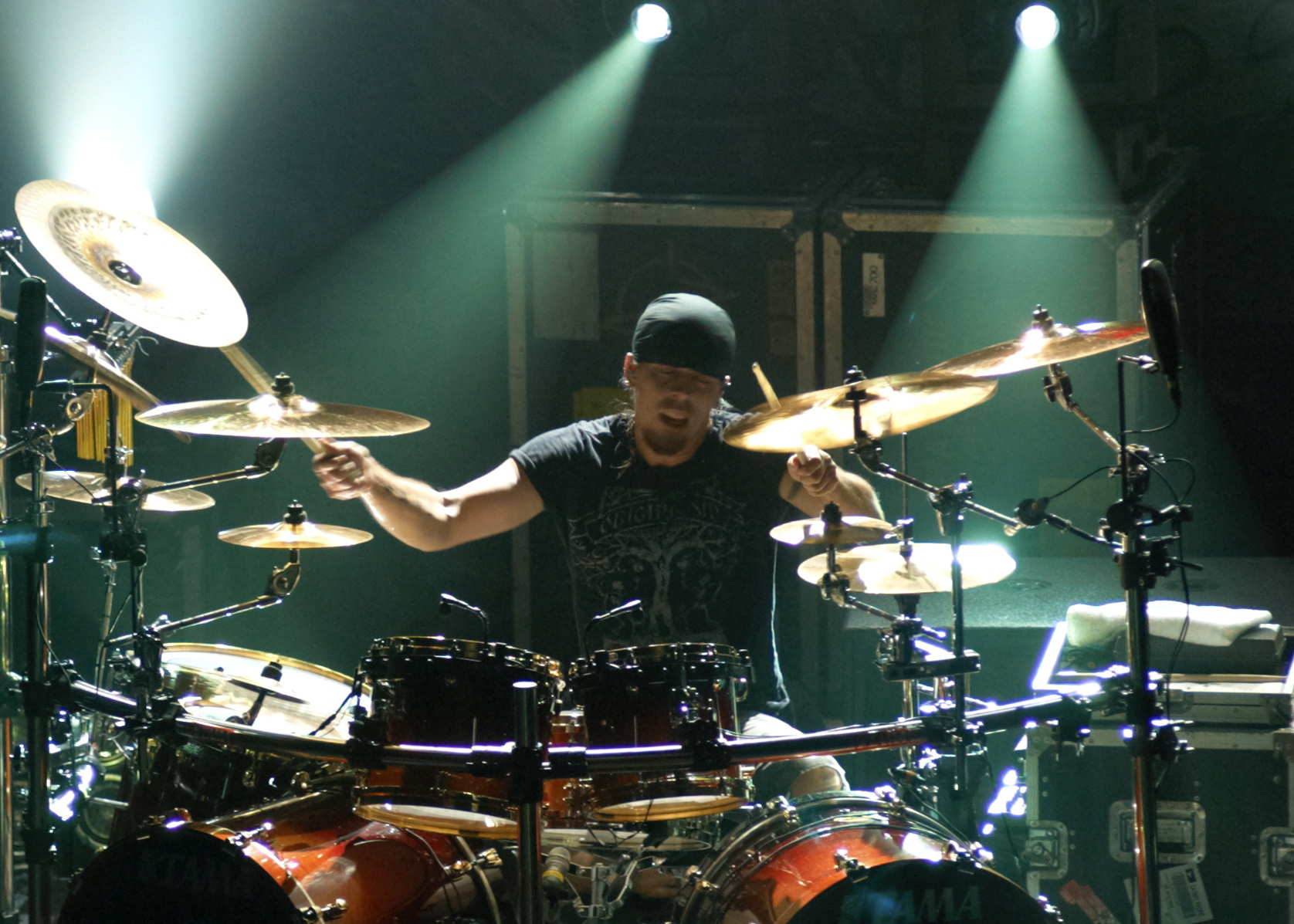
Jukka Nevalainen

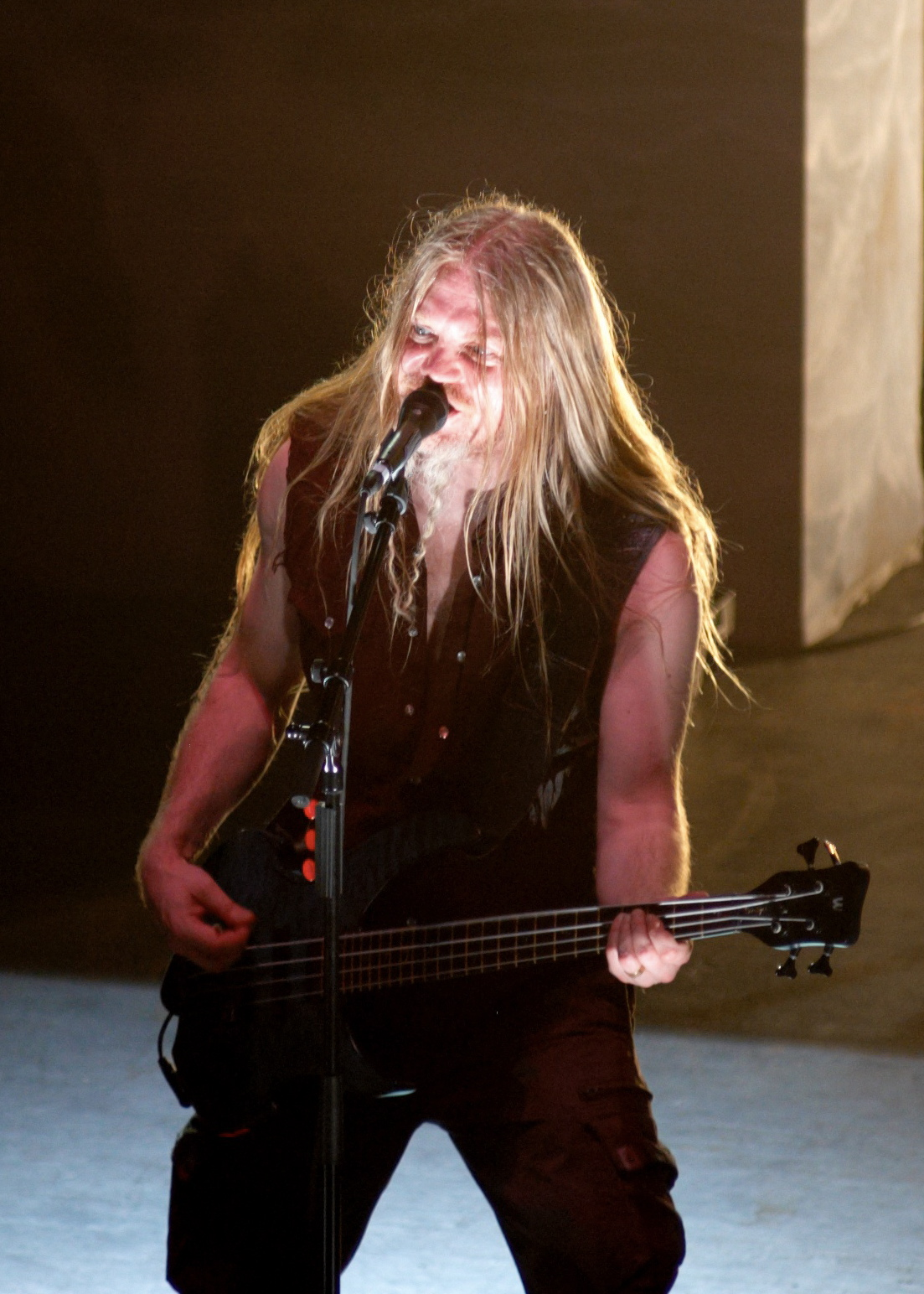
Marko „Marco” Hietala

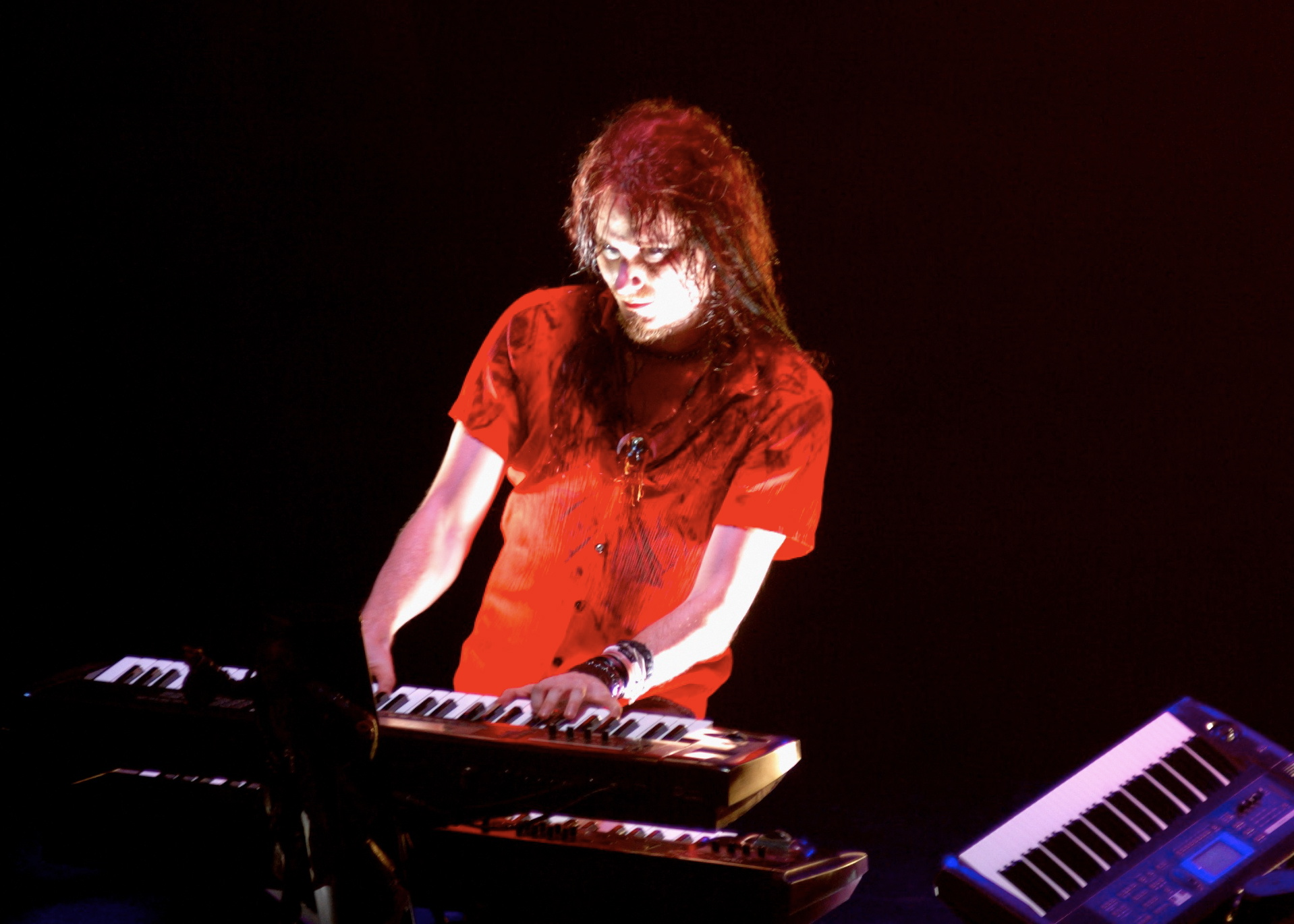
Tuomas Holopainen

Nazwa Nightwish została wymyślona przez Tuomasa, lidera zespołu, nocą, podczas ogniska z przyjaciółmi.
Na początku 1997 roku projekt zaczął nabierać rozpędu. Do zespołu dołączył perkusista Jukka Nevalainen, a gitara akustyczna została zastąpiona elektryczną. W kwietniu nagrali swój pierwszy album, zawierający siedem utworów Angels Fall First. Płyta ta została wydana w limitowanym nakładzie 500 egzemplarzy i miała inaczej zaprojektowaną okładkę niż późniejsze reedycje.

W maju tego samego roku podpisali kontrakt z wytwórnią Spinefarm Records na wydanie dwóch albumów. Pierwszy z nich, rozszerzona edycja Angels Fall First, została wydana w listopadzie i zajęła 31. miejsce na fińskiej liście przebojów. Album poprzedzał singel „The Carpenter”, który zajął 8. miejsce liście najlepiej sprzedających się singli w Finlandii. W wydanym w 2003 roku dokumencie End of Innocence, Holopainen tak opisuje to wydarzenie: 

Jednym z najwspanialszych momentów w historii Nightwish był ten, gdy pewnej niedzieli słuchaliśmy w radiu notowania singli i usłyszałem, że Carpenter wskoczył na 15. miejsce... To było lepsze niż platynowa płyta za Century Child. Zimne ciarki przebiegły mi po plecach, gdy słuchałem radia. Potem spacerowałem w parku przez dwie godziny i myślałem: O mój Boże. W co ja się wpakowałem.

W roku 1998 do zespołu dołączył Sami Vänskä (gitara basowa). Tego samego roku został też wydany drugi album, Oceanborn, przez wielu uważany za najlepszy. Album ten był znacznie cięższy od poprzedniego. Był też ostatnim wydanym w tzw. erze niewinności grupy, jak określił okres 1996–1999 Holopainen. Album dotarł na piąte miejsce fińskiej listy przebojów, a poprzedzający go singel Sacrament of Wilderness wspiął się na sam szczyt listy singli. Album okazał się większym hitem niż się ktokolwiek spodziewał. Wydano do niego jeszcze jeden singel – „Walking in the Air”, cover utworu Howarda Blake’a, będącego częścią ścieżki dźwiękowej do filmu The Snowman. Ponadto, album był promowany w klubach promo „Passion and the Opera”.
W 1999 roku wydany został singel „Sleeping Sun”, mający związek z zaćmieniem Słońca widocznym w niemalże całej Europie. W samych tylko Niemczech singel sprzedał się w ponad 15 000 kopii w pierwszym miesiącu. W sierpniu płyta Oceanborn uzyskała status złotej.
W roku 2000 zespół wystartował w preselekcjach do Konkurs Piosenki Eurowizji z utworem „Sleepwalker”. Zajęli trzecie miejsce i nie pojechali na finał, mimo iż w głosowaniu publiczności zwyciężyli ogromną przewagą głosów. W maju grupa wydała kolejny album – Wishmaster. Zajął on od razu pierwsze miejsce na fińskiej liście przebojów i pozostawał na nim przez trzy tygodnie. W ciągu tego czasu zyskał również miano złotej płyty. Pomimo tego, że w tym samym miesiącu wyszły też długo oczekiwane wydawnictwa grup Iron Maiden i Bon Jovi, to właśnie Wishmaster został uznany albumem miesiąca przez niemiecki magazyn „Rock Hard”. Jedynym oficjalnie wydanym singlem do tego albumu było Deep Silent Complete. Poza tym w klubach dostępne były jeszcze promo CD z utworami „The Kinslayer” oraz „Wishmaster”.
Rok 2001 był najcięższym w historii zespołu. Z zespołu musiał odejść Sami Vänskä, ponieważ miał konflikt z Holopainenem. Holopainen tak to opisuje:

Pierwsze o czym pomyślałem, to to, że jeśli Nightwish miał nadal istnieć, ja i Sami nie mogliśmy pracować w tym samym zespole. To był fakt, a innym faktem było, że nie potrafiłem mu tego powiedzieć. Nie wiem, czy jestem za łagodny czy za tchórzliwy, ale nie mogłem mu tego zrobić. Był moim przyjacielem przez dziesięć lat i nie potrafiłem mu tego powiedzieć. Po prostu nie mogłem być w tym samym zespole z nim i musiał odejść. Raczej odszedłbym sam od całego zespołu, niż powiedział mu to w twarz. To jedna z rzeczy, których żałuję najbardziej w całym życiu, że nie potrafiłem mu tego powiedzieć osobiście… Będę tego żałował do końca życia. To była podła rzecz. Jako przyjaciel i kumpel z kapeli powinienem był mu to powiedzieć osobiście. To byłoby uczciwe – delikatnie mówiąc. To był błąd, ale co możesz poradzić? Erno zadzwonił i powiedział Samiemu. Przyszedł się ze mną zobaczyć. Rozmawialiśmy o tym, jak sprawy stoją przez około godzinę. Sami powiedział: OK i odszedł. Od tego czasu nie rozmawialiśmy.

Po odejściu Samiego do zespołu dołączył Marko „Marco” Hietala, doświadczony basista grający wcześniej m.in. z Alexi Laiho w zespole Sinergy. Jeśli idzie o działalność oficjalną, to grupa nagrała cover utworu Gary’ego Moore’a „Over the Hills and Far Away”. Utwór ten, wraz z kilkoma innymi, został wydany na EP Over the Hills and Far Away. Wydany został także From Wishes to Eternity zawierający koncert dany przez grupę 12 lipca w Tampere w Finlandii.
Rok 2002 to rok wydania czwartego albumu w historii zespołu – Century Child. Wraz z nim wydane zostały single „Bless the Child” (w tym w wersji promo CD) oraz „Ever Dream”. Główną różnicą w stosunku do poprzednich wydawnictw było wykorzystanie fińskiej orkiestry jako tła dla wielu utworów, aby spotęgować efekt muzyki poważnej. Oprócz tego po raz pierwszy w historii zespołu został wykorzystany śpiew Marko Hietali. Century Child zyskał status złotej płyty po zaledwie dwóch godzinach od wydania, a platynowy stał się dwa tygodnie później. Ustanowił też swego rodzaju rekord na fińskiej liście przebojów – nigdy wcześniej drugi album nie był tak daleko w tyle za liderem. Po teledysku do „Bless the Child” wydany został drugi – „End of All Hope”, który jako jedyny jest klipem do utworu, który nie miał swojego singla. Teledysk ten zawiera sceny z fińskiego thrillera Kohtalon kirja (Księga przeznaczenia).
2003 to wydanie DVD End of Innocence, zawierającego m.in. dokument o historii Nightwish. Latem tego roku Tarja wzięła potajemny ślub, zapraszając tylko rodzinę i znajomych. Mężem został Argentyńczyk Marcelo Cabuli, co stało się powodem wielu plotek na temat rozpadu grupy. Okazały się one jednak nieprawdziwe i już rok później grupa wydała swój kolejny album.
2004 rok to czas wydania piątego albumu zespołu – Once. Równocześnie z nim wydany został singel „Nemo”. Once zawiera podkład orkiestry w dziewięciu z jedenastu utworów. Jednak w przeciwieństwie do Century Child, grupa nie zdecydowała się tym razem na fińskich muzyków i w Once tło stanowi London Symphony Orchestra, która znana jest m.in. ze ścieżki dźwiękowej do filmowej adaptacji trylogii Władca Pierścieni. Album doczekał się też kolejnych singli: „Kuolema tekee taiteilijan” (jęz. fiński Śmierć czyni artystę) oraz „Wish I Had an Angel”. Stał się także potrójną platyną w Finlandii, platyną w Niemczech, złotem w Szwecji, a także zajął pierwsze miejsce na greckiej, norweskiej, niemieckiej i węgierskiej liście przebojów.
W 2005 roku zespół wydał kolejny singel: „The Siren” (również w wersji promo CD). We wrześniu została także wydana trzecia już składanka z serii The Best of: Highest Hopes: The Best of Nightwish.
Po zakończeniu trwającej ponad półtora roku trasy koncertowej Once, w październiku 2005 Tuomas Holopainen opublikował na oficjalnej stronie zespołu list otwarty, w którym pozostali czterej członkowie kapeli oznajmiają o zakończeniu współpracy z dotychczasową wokalistką Tarją Turunen, motywując to tym, że zbytnio poświęciła się sprawom finansowym związanym z działalnością grupy, zapominając o uczuciach, jakie powinna w nią wkładać. List opublikowany został 22 października 2005, dzień po ostatnim koncercie wraz z pierwszą wokalistką.
W liście Tuomas zapowiedział, że miejsce Tarji zajmie inna wokalistka. Według niektórych źródeł Tarja nie została poinformowana oficjalnie o tym, że zespół zamierza zakończyć z nią współpracę – przez co miała żal do pozostałych członków zespołu.
30 maja 2007 roku w Internecie ukazał się utwór pt. „Eva”. 24 maja ujawniono nazwisko nowej wokalistki – Anette Olzon. Występuje ona w kolejnych dwóch singlach: „Amaranth” i „Bye Bye Beautiful”. Kolejny pełny album grupy – Dark Passion Play ukazał się 28 września 2007. W grudniu 2007 roku na terenie Finlandii został wydany kolejny singel „Erämaan Viimeinen”. Jest on wersją instrumentalnego utworu „Last of the Wilds” z albumu Dark Passion Play zawierającą fiński tekst. Z uwagi na fakt, że Anette Olzon jest z pochodzenia Szwedką i nie zna fińskiego, jako wokalistka gościnnie wystąpiła Johanna „Jonsu” Salomaa z zespołu Indica. 21 maja tego samego roku ukazał się singel „The Islander”, a 14 kwietnia 2008 ukazał się wideoklip do tego utworu, który wyemitowano pierwszy raz w fińskim MTV o 7 wieczorem (fińskiego czasu). W tworzeniu albumu brał także udział Troy Donockley.
2 grudnia 2011 roku wydany został ósmy studyjny album, Imaginaerum. Było to największe przedsięwzięcie zespołu, gdyż razem z albumem nagrywano także film o tym samym tytule. W jednym z wywiadów Holopainen mówi, że chcieli stworzyć coś, czego jeszcze nigdy nie wypróbowali, tak narodziła się idea filmu, którą zrealizowano wraz z reżyserem Stobe Harju, odpowiedzialnym za teledyski do utworów The Islander czy Noise.
1 października 2012 r. zespół Nightwish rozstał się z Anette Olzon. Aby dokończyć trasę koncertową, zespół tymczasowo podjął współpracę z Floor Jansen z Holandii. Ostatecznie wokalistka dołączyła do stałego składu grupy wraz z Troyem Donockleyem.
6 sierpnia 2014 roku Jukka Nevalainen ogłosił, że w związku z kłopotami zdrowotnymi tymczasowo rezygnuje ze współpracy z zespołem. Na nadchodzącym albumie, zaplanowanym na koniec marca 2015, i trasie koncertowej zamiast Nevelainena zagrał Kai Hahto, perkusista zespołów Wintersun i Rotten Sound.
Wiosną 2015 roku ukazał się ósmy studyjny album Endless Forms Most Beautiful, który okazał się być małym odejściem od tekstów o tematyce fantastycznej na rzecz nauki. W kwietniu tego samego roku zespół ruszył w światową trasę promującą album. Po napisaniu najdłuższego utworu (The Greatest Show On Earth), Tuomas czuł się artystycznie wyczerpany i przez jakiś czas nie był w stanie napisać żadnej muzyki. Sytuacja zmieniła się, gdy stworzył wraz ze swoją małżonką Johanną Kurkelą, a także Troyem Donockleyem, projekt Auri.
W 2018 roku zespół obchodził swoje muzyczne dwudziestolecie. Z tej okazji wydał składankę zawierającą 22 utwory będące jego kwintesencją i ruszył w trasę upamiętniającą ówczesną działalność. Wrześniowy koncert w Buenos Aires (2018) został sfilmowany i wydany na DVD 6 grudnia 2019 roku.
15 lipca 2019 roku zespół na swoim profilu w serwisie Facebook poinformował fanów, że rozpoczyna pracę nad 9 studyjnym albumem, który ukazać ma się wiosną 2020 roku oraz o odejściu perkusisty Jukki, którego miejsce oficjalnie zajął Kai Hahto. Poprzedni perkusista nadal obecny ma być w życiu zespołu i sprawować opiekę nad jego finansami oraz okazjonalnie grywać podczas koncertów.
17 października 2019 w Helsinkach miało miejsce otwarcie Finnish Music Hall of Fame, którego częścią stał się również Nightwish.
16 stycznia 2020 opublikowana została okładka najnowszego, dziewiątego albumu Human.: || : Nature, a już 7 lutego fani zapoznać się mogli z najnowszym singlem zatytułowanym „Noise”. Kolejnymi piosenkami promującymi album są Harvest, opublikowana 6 marca oraz How’s the Heart, który swoją premierę miał wraz z albumem 10 kwietnia 2020 roku.
12 stycznia 2021 Marko Hietala ogłosił, że odchodzi z zespołu oraz wycofuje się z życia publicznego. Jako główny powód podał konieczność poszukania nowych inspiracji oraz problemy zdrowotne. W swoim oświadczeniu odniósł się także do problemów, jakie dotykają branżę muzyczną i które również miały wpływ na jego decyzję.

## Dyskografia

### Albumy studyjne
- Angels Fall First (1997)
- Oceanborn (1998)
- Wishmaster (2000)
- Over the Hills and Far Away (2001)
- Century Child (2002)
- Once (2004)
- Dark Passion Play (2007)
- Imaginaerum (2011)
- Endless Forms Most Beautiful (2015)
- Human. :II: Nature. (2020)
- Yesterwynde (2024)

## Nagrody i wyróżnienia
| Rok  | Kategoria                         | Tytułem                      | Nagroda                         | Nota      | Źródło |
| ---- | --------------------------------- | ---------------------------- | ------------------------------- | --------- | ------ |
| 2005 | Best International Band           | Nightwish                    | Metal Hammer Golden Gods Awards | Nominacja | [ 17 ] |
| 2005 | Best Newcomer Award               | Nightwish                    | Metal Hammer Golden Gods Awards | Laur      | [ 18 ] |
| 2005 | Metalli-albumi                    | Once                         | Emma-gaala                      | Laur      | [ 19 ] |
| 2008 | Metalli-albumi                    | Dark Passion Play            | Emma-gaala                      | Laur      | [ 20 ] |
| 2008 | Best International Band           | Nightwish                    | Metal Hammer Golden Gods Awards | Nominacja | [ 21 ] |
| 2008 | Best-Selling Artist – Scandinavia | Nightwish                    | World Music Awards              | Laur      | [ 22 ] |
| 2012 | Vuoden myydyin albumi             | Imaginaerum                  | Emma-gaala                      | Laur      | [ 23 ] |
| 2012 | Best International Band           | Nightwish                    | Metal Hammer Golden Gods Awards | Nominacja | [ 24 ] |
| 2015 | Best International Band           | Nightwish                    | Metal Hammer Golden Gods Awards | Nominacja | [ 25 ] |
| 2016 | Export Award                      | Nightwish                    | Emma-gaala                      | Laur      | [ 26 ] |
| 2016 | Metalli-albumi                    | Endless Forms Most Beautiful | Emma-gaala                      | Laur      | [ 26 ] |
| 2016 | Vuoden albumi                     | Endless Forms Most Beautiful | Emma-gaala                      | Nominacja | [ 27 ] |
| 2016 | Vuoden yhtye                      | Nightwish                    | Emma-gaala                      | Nominacja | [ 27 ] |